# C. J. Chenier

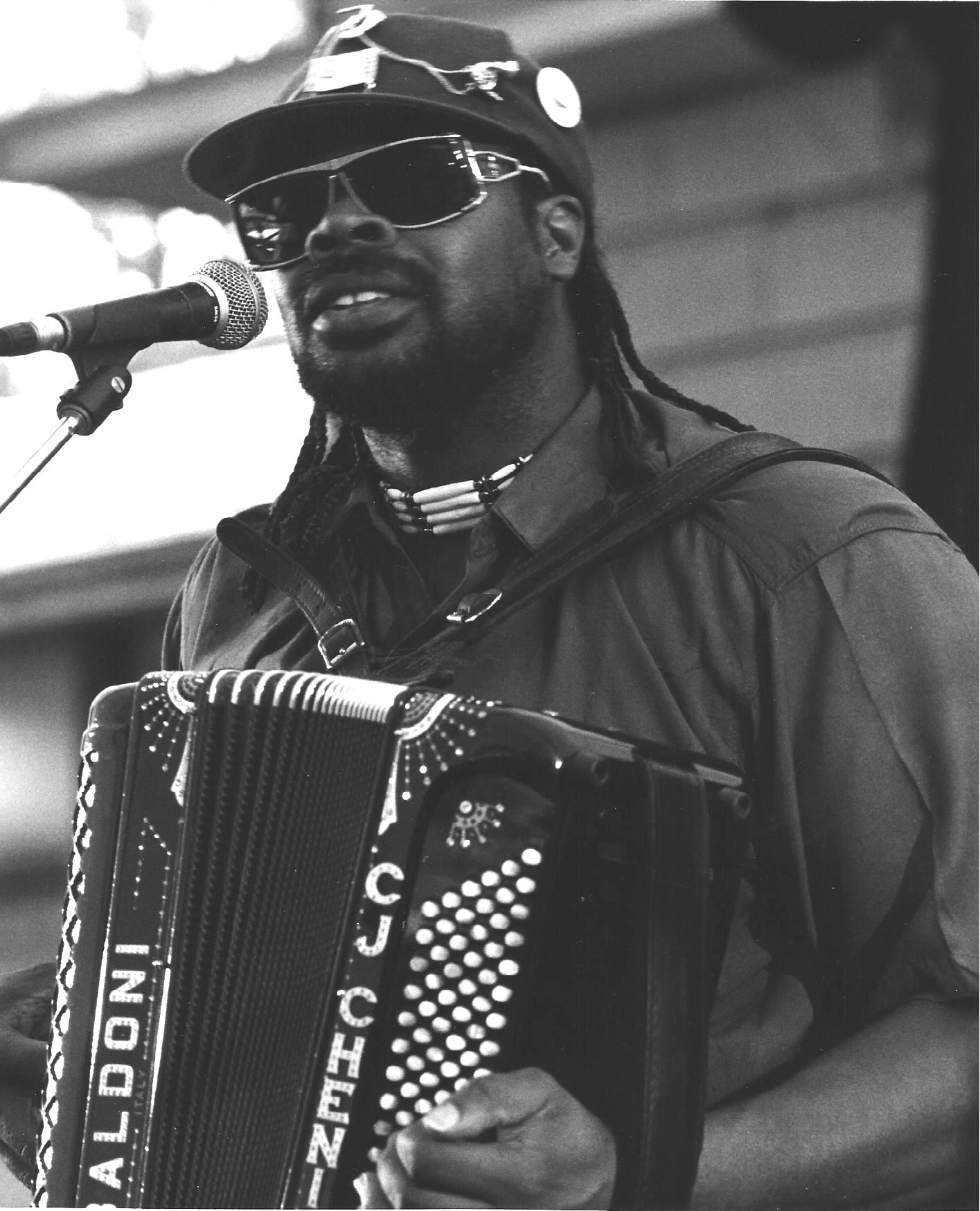
C. J. Chenier Ross Bandstand, Edinburgh 1997

Clayton Joseph Chenier (als Künstler meist C. J. Chenier oder CJ Chenier), geborener Thompson (* 28. September 1957 in Port Arthur, Texas) ist ein US-amerikanischer Zydeco-Musiker. Er wurde als „Kronprinz des Zydeco“ bezeichnet, die Krone gehörte seinem Vater, der verstorbenen Zydecolegende Clifton Chenier. Nach dessen Tod übernahm er seine Band, die „Red Hot Louisiana Band“, und setzte mit ihr die Tradition seines Vaters fort, ging  aber auch über die Tradition hinaus.

## Leben
Seine Jugend verbrachte er in Port Arthur, weit weg von seinem Vater, und so dauerte es lange, bis er mit der Zydecomusik in Kontakt kam. Chenier begann mit dem Klavierspielen, wechselte aber zum Saxophon. Er erhielt ein Stipendium und studierte Musik an der Texas Southern University. Sein Hauptinteresse galt aber dem Rhythm and Blues und dem Modern Jazz.
Im Jahr 1978 lud ihn sein Vater ein, in der Red Hot Louisiana Band Saxophon zu spielen. Als sein Vater 1985 erkrankte, stieg er auf das Akkordeon um und übernahm eine größere Rolle in der Band. Nach dem Tod seines Vaters übernahm er dessen Band. Daneben engagierte er sich aber auch in anderen musikalischen Projekten. So spielte er auf dem Album The Rhythm of the Saints und auf der folgenden „Born At The Right Time“-Tournee.
1992 trat Chenier beim vom Sender PBS verbreiteten Programm Austin City Limits auf und 1996 beim New Orleans Jazz and Heritage Festival. 1995 wurde das Album Too Much Fun vom Magazin Living Blues als bestes Zydecoalbum des Jahres nominiert, und in den großen Zeitungen standen Artikel über C. J. Chenier, so zum Beispiel in der Los Angeles Times, der Chicago Tribune, Billboard und der Blues Revue. Chenier gewann  1997 den Living Blues Award und einen AFIM Indie Award für The Big Squeeze als bestes Zydecoalbum. Zu Auftritten bei verschiedenen Festivals kam es ebenso, wie zum Beispiel beim Chicago Blues Festival vor 60.000 Zuhörern. 2004 war er Gastmusiker auf James Cottons Baby, Don't You Tear My Clothes, und 2006 erschien das bisher letzte Album The Desperate Kingdom of Love.

## Diskografie
- 1988  My Baby Don't Wear No Shoes (Arhoolie)
- 1988  Let Me in Your Heart (Arhoolie Records)
- 1990  Hot Rod (Slash)
- 1992  I Ain't No Playboy (Slash)
- 1995  Too Much Fun (Alligator Records)
- 1996  The Big Squeeze (Alligator Records)
- 2001  Step It Up (Alligator Records)
- 2006  The Desperate Kingdom of Love (World Village)
- 2011  Can't Sit Down (World Village)
- 2013  Live At Jazzfest 2013 (Munck Mix)
- 2015  Jazz Fest 2015 (Munck Mix)
- 2016  Live at Jazzfest 2016 (Munck Mix)
- 2017  Live at the 2017 New Orleans Jazz & Heritage Festival (Munck Mix)
- 2018  Live at Jazzfest 2018 (Munck Mix)
- 2019  Live at New Orleans Jazz & Heritage Festival 2019 (Munck Mix)[1]